# El Provo
El Provo (en eonaviego, El Probo) es una casería perteneciente a la parroquia de San Martín del Valledor, en el concejo de Allande, comarca del Narcea, Principado de Asturias, España.